# Vilafranca del Penedès
Vilafranca del Penedès település Spanyolországban, Barcelona tartományban. Lakosainak száma 41 504 fő (2024).

## Földrajza
Vilafranca del Penedès La Granada, Sant Cugat Sesgarrigues, Olèrdola, Santa Margarida i els Monjos, Pacs del Penedès és Les Cabanyes községekkel határos.

## Testvértelepülések
- Novo mesto
- Bühl
- Sidi Bennour

## Népesség
A település lakosságának változását az alábbi diagram mutatja:
| Lakosok száma | 1894 | 8344 | 10 204 | 11 985 | 26 412 | 34 409 | 38 425 | 39 221 | 39 746 | 41 504 |
|               | 1717 | 1887 | 1936   | 1960   | 1986   | 2004   | 2009   | 2014   | 2019   | 2024   |